# Parti des humanistes
Pour les articles homonymes, voir Parti humaniste.
Le Parti des humanistes (en allemand Partei der Humanisten), parfois abrégé en Les Humanistes (Die Humanisten), est un parti politique allemand.
Il n'a aucun lien avec le Parti humaniste et il n'existe  aucun chevauchement de leurs contenus.

## Histoire
Le parti des humanistes a été fondé le 4 octobre 2014 à Berlin. Il s’est présenté pour la première fois aux Élections fédérales allemandes de 2017 en Rhénanie du Nord-Westphalie,. Felix Bölter a occupé la présidence du parti jusqu'au congrès du parti fédéral à Berlin, les 26 et 27 mai 2018.

## Classification politique
Avec sa politique constitutionnelle axée sur l’humain au sens de humanisme évolutif, qui résulte d’une confrontation critique, rationnelle et scientifique avec la réalité, le Parti humaniste se situe dans le segment social-libéral de gauche.

## Profil (sélection)
Quelques exigences du programme politique de novembre 2017 :
- La création d'une Europe fédérale dotée d’une constitution européenne.
- Progrès technologiques et ouverture vers des technologies telles que le génie génétique ou la recherche sur les cellules souches.
- Liberté d'expression maximale et séparation entre état et institutions religieuses.
- Suppression de la référence à Dieu ainsi que des droits spéciaux découlant de la constitution et d'autres lois (de l’Allemagne et de ses Länder).
- Simplification du système fiscal grâce à la réduction continue des d’exceptions.
- Prévention de l’exil fiscal et lutte cohérente contre la fraude fiscale.
- Introduire une nouvelle tranche de l'impôt sur le revenu au taux maximal de 50% pour un revenu annuel brut d'un million d'euros. Tous les revenus, y compris ceux du capital, doivent être soumis à l’impôt sur le revenu.

- La Bundeswehr, en tant qu’armée professionnelle moderne et flexible, devrait toujours disposer d’une formation, d’un armement et d’un entretien de haute qualité. L’ONU est l’organisation qui fait autorité en matière de protection des droits de l’homme au niveau international. Les humanistes veulent œuvrer au renforcement de l'indépendance et de la compétence de l'ONU, afin qu'elle puisse réagir aux crises de manière opportune et efficace. Les actions militaires ne doivent être que le dernier recours et contribuer avant tout à protéger les personnes et à assurer la paix[5].

## Élections

### Élections fédérales allemandes de 2017
Lors des élections fédérales allemandes de 2017, le parti n'a participé qu'en Rhénanie-du-Nord-Westphalie et a obtenu 5991 deuxièmes voix, ce qui correspond au niveau du Land à 0,1% et à 0,0% extrapolé sur le pays tout entier.

### Élections législatives régionales de 2018
Lors de l'élection législative régionale en Bavière, le 14 octobre 2018, l'organisation régionale de Bavière se présentera dans le district de Haute-Bavière.
L'organisation régionale de Hesse participera à l'élection législative régionale en Hesse le 28 octobre 2018.

### Organisation régionale
|                        | Land                               | Fondation         | Président             | Participation électorale                             |
| ---------------------- | ---------------------------------- | ----------------- | --------------------- | ---------------------------------------------------- |
| Baden-Württemberg      | Bade-Wurtemberg                    | 3 décembre 2016   | Gerd Braun            | -                                                    |
| Bayern                 | Bavière                            | 11 février 2017   | Mirco Kramer          | Élections législatives régionales de 2018 en Bavière |
| Berlin                 | Berlin                             | 2 avril 2017      | Georg Hille           | -                                                    |
| Brandenburg            | Brandebourg                        | pas encore fondé  | -                     | -                                                    |
| Bremen                 | Brême                              | 9 juin 2018       | Julia Kreitz          | Élections régionales de 2019 à Brême                 |
| Hamburg                | Hambourg                           | 1er octobre 2017  | exécutif fédéral      | -                                                    |
| Hessen                 | Hesse                              | 25 septembre 2016 | Anette Thumser        | Élections législatives régionales de 2018 en Hesse   |
| Mecklenburg-Vorpommern | Mecklembourg-Poméranie-Occidentale | pas encore fondé  | -                     | -                                                    |
| Niedersachsen          | Basse-Saxe                         | 25 novembre 2017  | Peter Nienaber        | -                                                    |
| Nordrhein-Westfalen    | Rhénanie-du-Nord-Westphalie        | 22 octobre 2016   | Hans Ajiet Holtkamp   | Élections fédérales allemandes de 2017               |
| Rheinland-Pfalz        | Rhénanie-Palatinat                 | 15 avril 2018     | Lisa Berg             | -                                                    |
| Saarland               | Sarre                              | pas encore fondé  | -                     | -                                                    |
| Sachsen                | Saxe                               | 7 janvier 2018    | Dominic Eberle        | Élections régionales de 2019 en Saxe                 |
| Sachsen-Anhalt         | Saxe-Anhalt                        | 31 mars 2018      | Steffen Schmidt       | -                                                    |
| Schleswig Holstein     | Schleswig-Holstein                 | 20 octobre 2018   | Alexander Eddelbüttel | -                                                    |
| Thüringen              | Thuringe                           | pas encore fondé  | -                     | -                                                    |